# Andrias
Andrias é um género de salamandras gigantes. Inclui as maiores salamandras do mundo, com a espécie A. japonicus atingindo 1,44 m, e A. davidianus atingindo 1,80 m. A última espécie, A. scheuchzeri, é a unicamente conhecida a partir de fósseis, apesar de alguns a considerarem um sinónimo de A. davidianus.

## Espécies
- Andrias japonicus
- Andrias davidianus
- †Andrias scheuchzeri